# Asesinos, S.A.
Asesinos, S.A. es una película de comedia y acción mexicana de 1957, escrita y dirigida por Adolfo Fernández Bustamante, y protagonizada por Adalberto Martínez "Resortes", Kitty de Hoyos y Sara Guasch. En la cual destaca el debut filmográfico de la actriz y cantante Lucha Moreno, y la presentación musical de la bailarina y baterista, Lisa Rossel. Esta película se estrenó el 16 de septiembre de 1957 en el cine Orfeón durante dos semanas.

## Argumento
Pancho Gómez es un vago común y corriente que no trabaja, duerme todo el día y es aborrecido por su suegra. Mientras camina por la calle, es secuestrado por dos miembros de una asociación criminal notoria llamada Asesinos, S.A., quienes lo llevan a un "manicomio para cuerdos" en el que se encuentra el doctor Flores, otro miembro de la asociación. Allí le lavan el cerebro con "champú cerebral", bajo las órdenes de Vaneck, un embajador de un país socialista, y lo convencen de que él es "León Bravo" un asesino despiadado sin familia que mata porque esa es su profesión. Luego es llevado a reunirse con la "Jefa" de Asesinos, S.A., quien le asigna un robo especial a la que Julieta, una bailarina y miembro de la misma, le asistirá.

## Reparto
- Adalberto Martínez "Resortes" como Pancho Gómez / León Bravo.
- Kitty de Hoyos como Julieta / Sofía.
- Sara Guasch como La Jefa.
- Wolf Ruvinskis como El Muñeco.
- Luis Aldás como Sr. Vaneck.
- Guillermo Orea como Doctor del Río.
- Francisco Muller como Doctor Flores.
- Salvador Lozano como Jefe de meseros.
- Arturo Castro «Bigotón» como Comandante.
- Roberto Y. Palacios como Chino.
- Francisco Reiguera como Doctor del Campo.
- Felipe de Flores como Asistente de Vaneck.
- Héctor Mateos como Director de orquesta.
- René Barrera como Esbirro de Vaneck.
- Conchita Gentil Arcos como Profesora de gimnasia.
- Magda Donato como Gimnasta.
- Lucha Moreno como Cantante del Club Torero (Presentación cinematográfica).
- Lisa Rossel como Bailarina imaginaria (Presentación cinematográfica).
- Ricardo Adalid como Jugador de boliche.
- Octávio Arias como Cliente de cabaret.
- Stephen Berne como El Lobo.
- Jorge Chesterking como Cliente de cabaret.
- María Luisa Cortés como Clienta de cabaret.
- Guillermo Hernández como Asistente del doctor.
- Pepe Hernández como Agente policial.
- Miguel Ángel López como Esbirro de Vareck.
- Ángela Rodríguez como Clienta de cabaret.
- Fernando Yapur como Esbirro de Vareck.